# Kirby: Mouse Attack
Kirby: Mouse Attack is een platformspel voor de Nintendo DS. Het spel werd uitgegeven door Nintendo en is ontwikkeld door dochteronderneming HAL Laboratory. Het spel is uitgegeven in Japan op 2 november 2006, in Europa verscheen het spel op 22 juni 2007. In de VS is het spel op 4 december 2006 uitgebracht onder de titel Kirby: Squeak Squad.

## Spel
Het spel is een tweeënhalfdimensionaal platformspel waarin protagonist Kirby het opneemt tegen allerlei vijanden. Hij kan tegenstanders opzuigen. Ook kan hij outfits vinden waarmee hij andere vaardigheden krijgt.

## Ontvangst
| Recensiescore       | Recensiescore |
| Recensieverzamelaar | Score         |
| ------------------- | ------------- |
| Metacritic          | 71%           |
| Publicist           | Score         |
| Eurogamer           | 6             |
| Famitsu             | 31/40         |
| Game Informer       | 7,7           |
| GameSpot            | 7,7           |
| GameSpy             | 3,5/5         |
| IGN                 | 7,8           |
| Nintendo Power      | 7,5           |

Het spel werd gemengd ontvangen in recensies. Kritiek was er met name op het gebrek aan originaliteit, de matige minigames en onnodig gebruik van het aanraakscherm.
Op aggregatiewebsite Metacritic heeft het spel een verzamelde score van 71%.